# Dobromierzyce-Kolonia
Dobromierzyce-Kolonia – kolonia wsi Dobromierzyce w Polsce położona w województwie lubelskim, w powiecie hrubieszowskim, w gminie Werbkowice.
W latach 1975–1998 miejscowość administracyjnie należała do województwa zamojskiego.